# Олишівська сотня
Олишівська сотня — історична адміністративно-територіальна і військова одиниця Ніжинського полку та Київського полку Гетьманщини. 
Створена до 1654 і до 1752 року перебувала у складі Ніжинського полку. Гетьманом Кирилом Розумовським була передана до складу Київського полку і в його складі перебувала до анексії Гетьманщини Російською імперією (1782).
Населені пункти в 1750-1769 pp.: Гальчин, село, Гирин (? Мрин?) - містечко; Комарівка, село; Красилівка, слобідка; Лихачів, село; Олишівка, містечко; Селище, село; Смолянка, село; Тарасівка, хутір; Топчіївка, село; Хотинівка, село.